# Der Hasenhüter und die Königstochter

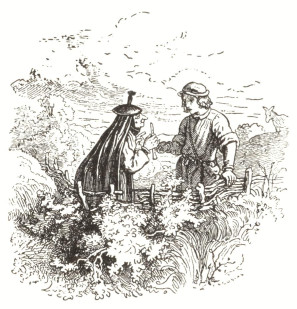
Holzschnitt, Ludwig Richter

Der Hasenhüter und die Königstochter ist ein Märchen (AaTh 570, 554). Es steht in Ludwig Bechsteins Deutsches Märchenbuch an Stelle 31 (1845 Nr. 38).

## Inhalt

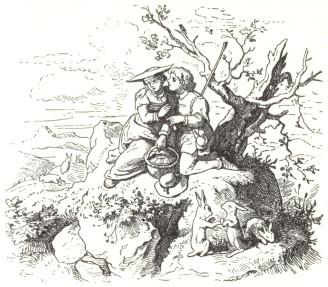
Holzschnitt, Ludwig Richter

Wer die Königstochter will, muss ihren Apfel fangen und dann unmögliche Aufgaben lösen, zunächst hundert Hasen auf der Weide hüten. Ein Schäfersbursch zaudert erst, doch eine alte Frau gibt ihm ein Pfeifchen, das ruft alle Hasen her. Verkleidet kauft die Königstochter einen ab, muss dafür mit dem Burschen schmusen, den Hasen pfeift er zurück. Auch der König versucht es verkleidet, er muss seinen Esel unterm Schwanz küssen. Als zweite Aufgabe muss der Held im Dunkeln Erbsen und Linsen trennen, als Drittes eine Brotkammer leer essen, auf das Pfeifen helfen Ameisen und Mäuse. Zuletzt lässt der König ihn endlos Lügen erzählen. Mit Erwähnung vom „Schäferstündchen“ der Königstochter und dem Esel des Königs ist es gut.

## Herkunft
Bechsteins Anmerkung lautet „Nach mündlicher Überlieferung, aus Franken.“ Laut seiner Einleitung von 1845 erzählt es Georg Friedrich Stertzing. Der Apfel ist ein Symbol der Liebe und Fruchtbarkeit. In anderen Eingängen zu Märchen des Typs AaTh 570 soll der Freier heilende Äpfel bringen. Dass die Prinzessin sich küssen lassen muss, ist noch harmlos. Linda Dégh zufolge sind publizierte Texte hier euphemistisch umformuliert. Sexuelle Bloßstellung dient letztlich dem Sieg über den König. Auch dass weitere Haushaltsproben sich anschließen, ist für diese Art Schwankmärchen typisch. Vgl. Der Hasenhirt in Johann Wilhelm Wolfs Deutsche Hausmärchen, Grimms Der Vogel Greif, zu den Aufgaben Die weiße Schlange, Die Bienenkönigin, Die goldene Gans, Die sechs Diener (auch zur Schlussformel „… der es erzählt hat, wünscht, er wäre auch ein Gast dabeigewesen“), zum Apfelwurf Der Eisenhans, zu den Lügen Der Dreschflegel vom Himmel. Laut Walter Scherf wies Marie-Louise Tenèze zu Bechsteins Text zwei genaue Entsprechungen aus der Auvergne nach: Le sifflet in Henri Pourrats Contes de la bûcheronne und Le sifflet, la princesse et les pommes d’or in Marie-Aimée Méravilles Contes d’Auvergne, 1956.

## Film
- Der Hasenhüter, DEFA-Film, DDR 1977, 45 min., Regie: Ursula Schmenger